# Diane Ellis
Diane Ellis (Los Angeles (Verenigde Staten), 20 december 1909 – Chennai (India), 15 december 1930) was een Amerikaans actrice.

## Biografie
Ellis werkte bij het "Film Research Bureau" voordat ze zelf de filmindustrie in ging. Ze maakte haar debuut in 1927, toen ze onder de naam Dione Ellis te zien was in Is Zat So?. Ellis' rollen werden al snel groter en ook haar films werden bekender. Zo was ze in 1928 tegenover Colleen Moore en Lilyan Tashman te zien in Happiness Ahead. Desondanks zijn bijna al haar films verloren vergaan of simpelweg vergeten.
In 1929 was Ellis te zien in High Voltage. De film werd een groot kassucces en staat tegenwoordig bekend als Carole Lombards eerste geluidsfilm. Ellis' laatste film werd Laughter (1930). In de Oscargenomineerde film was ze te zien tegenover Nancy Carroll en Fredric March.
Op 14 oktober 1930 trouwde Ellis met Stephen Caldwell Millett Jr. in Frankrijk. Het was tijdens hun huwelijksreis in India dat Ellis een infectie opliep. Op 15 december stierf ze aan deze infectie in Chennai.

## Filmografie
- 1927: Is Zat So? – Florence Hanley
- 1927: The Cradle Snatchers – Actrice
- 1927: Paid to Love – Actrice
- 1927: Chain Lightning – Glory Jackson
- 1927: Hook and Ladder No. 9 – Mary Smith
- 1928: Love Is Blonde – Actrice (korte film)
- 1928: Happiness Ahead – Edna
- 1929: The Leatherneck – Tanya
- 1929: High Voltage – The Kid
- 1930: Laughter – Marjorie Gibson